# Taeniotes affinis
Taeniotes affinis es una especie de coleóptero de la familia de los escarabajos longicornios. Fue descrita por Stephan von Breuning en 1935.

## Distribución
Esta especie se encuentra en Ecuador y Perú.